# Miloslava Rezková
Miloslava Rezková, po mężu Hübnerová (ur. 22 lipca 1950 w Pradze, zm. 19 października 2014 tamże) – czechosłowacka lekkoatletka, która specjalizowała się w skoku wzwyż.
Dwa razy (w 1968 oraz 1972) startowała w igrzyskach olimpijskich. Największy sukces odniosła podczas igrzysk w Meksyku (1968) kiedy to mając 18 lat zdobyła złoty medal pokonując reprezentantki ZSRR Okorokową i Kozyr. W 1969 roku zdobyła tytuł mistrzyni Europy. Siedmiokrotna rekordzistka Czechosłowacji oraz medalistka mistrzostw kraju na stadionie oraz w hali. Rekord życiowy: stadion – 1,87 (19 sierpnia 1972, Praga).

## Osiągnięcia
| Rok  | Impreza                   | Miejsce   | Lokata      | Wynik |
| ---- | ------------------------- | --------- | ----------- | ----- |
| 1968 | Igrzyska olimpijskie      | Meksyk    | 1. miejsce  | 1,82  |
| 1969 | Mistrzostwa Europy        | Ateny     | 1. miejsce  | 1,83  |
| 1971 | Mistrzostwa Europy        | Helsinki  | 5. miejsce  | 1,83  |
| 1972 | Igrzyska olimpijskie      | Monachium | 15. miejsce | 1,82  |
| 1973 | Halowe mistrzostwa Europy | Rotterdam | 6. miejsce  | 1,84  |
| 1974 | Mistrzostwa Europy        | Rzym      | 5. miejsce  | 1,86  |
| 1975 | Halowe mistrzostwa Europy | Katowice  | 11. miejsce | 1,75  |